# 王業 (嘉靖進士)
王業（？—？），字惟勤，號两川，陝西西安府高陵縣人，民籍，明朝政治人物。

## 生平
陝西鄉試第二十三名。嘉靖三十二年（1553年），登三甲第二百三十七名進士。礼部观政，嘉靖三十三年（1554年）任山東肥城縣知縣。嘉靖三十六年（1557年）官直隸文安縣知縣。

## 家族
曾祖王增；祖父王琦；父王仲仁，教諭。母權氏。弟王聘、王莊、王芝、王統。